# 鄂寶
鄂寶（穆麟德轉寫：oboo；？—1787年），鄂謨託氏，字霽堂，清朝官員。
出身官學生。乾隆五年，任內閣中書。十一年，任內閣侍讀。十四年，任戶部員外郎。十六年，任奉天府府尹。二十年，署理廣西巡撫，並在二十四年獲得正式任命。二十四年，獲兵部侍郎、都察院右副都御史的坐銜。二十六年，獲三品職銜，任庫車辦事大臣。三十一年，署理左副都御史，任湖北巡撫。三十二年，調任貴州巡撫，旋調任湖北巡撫。三十三年，任福建巡撫，後調任廣西巡撫、山西巡撫。三十六年，任刑部右侍郎、正藍旗漢軍副都統。三十七年，署理藩院侍郎事務，任刑部左侍郎、督辦軍糧大臣。三十八年，任山西巡撫，賜孔雀翎。四十一年，任湖南巡撫、漕運總督，坐銜兵部尚書、都察院右都御史。四十八年，任盛京戶部侍郎、兼管奉天府府尹。

## 延伸阅读
[在维基数据编辑]
 《清史稿/卷332》，出自趙爾巽《清史稿》